# Teoria dos anéis
Em matemática, a teoria de anéis é o estudo de anéis, isto é, estruturas algébricas com duas operações binárias, por exemplo adição ({\displaystyle +}) e multiplicação ({\displaystyle \cdot }), e que possuem propriedades similares às dos inteiros.

## História
O estudo de anéis originou-se da teoria de anéis de polinômios e da teoria de inteiros algébricos. Richard Dedekind foi quem introduziu o conceito de anel.
O termo anel (Zahlring) foi criado por David Hilbert no artigo Die Theorie der algebraischen Zahlkörper, Jahresbericht der Deutschen Mathematiker Vereiningung, Vol. 4, 1897.
A primeira definição axiomática de anéis foi dada por Adolf Fraenkel em um ensaio no Journal für die reine und angewandte Mathematik (A. L. Crelle), vol. 145, 1914.
Em 1921, Emmy Noether criou a primeira fundação axiomática da teoria de anéis comutativos em seu monumental trabalho Ideal Theory in Rings.

## Definição
Dado um conjunto S e duas operações binárias, dizemos que a estrutura algébrica {\displaystyle (S,+,\cdot )} forma um anel se:
1. A operação de adição ({\displaystyle +}) é comutativa
2. A operação de adição é associativa
3. Existe um elemento neutro na adição, chamado de 0
4. Existe um elemento inverso para a adição, escrito como {\displaystyle -x}
5. A operação de multiplicação ({\displaystyle \cdot }) é associativa
6. A operação de multiplicação se distribui sobre a adição: {\displaystyle a\cdot (b+c)=a\cdot b+a\cdot c\quad \forall a,b,c\in S} (distributividade)

Um anel que também possua um elemento neutro com relação à multiplicação é chamado de anel com unidade. Alguns autores incluem este axioma na definição de anel. [carece de fontes?]
Um anel é chamado anel sem divisores de zero se:
{\displaystyle \forall a,b\in S\quad a\cdot b=0\rightarrow a=0\ ou\ b=0}
Note que a estrutura {\displaystyle (S,+)} que satisfaz às condições de 1 a 4 forma um grupo abeliano

## Exemplos
A última frase acima sobre divisores de zero pode parecer óbvia se o único exemplo que conhecermos de anel forem os números inteiros.
No entanto, a definição é válida para qualquer conjunto, portanto o conjunto de matrizes reais 2x2, juntamente com as operações de adição e multiplicação de matrizes usuais, fornece um exemplo de anel com divisor de zero
unidade {\displaystyle 1={\begin{pmatrix}1&0\\0&1\end{pmatrix}}}
zero {\displaystyle 0={\begin{pmatrix}0&0\\0&0\end{pmatrix}}}
divisor de zero: seja {\displaystyle a={\begin{pmatrix}1&0\\0&0\end{pmatrix}}} e {\displaystyle b={\begin{pmatrix}0&0\\0&1\end{pmatrix}}}, da multiplicação de matrizes temos {\displaystyle a\cdot b=0}, mas nem a ou b são iguais a zero.